# Dimerandra emarginata
Dimerandra emarginata är en orkidéart som först beskrevs av Georg Friedrich Wilhelm Meyer, och fick sitt nu gällande namn av Frederico Carlos Hoehne. Dimerandra emarginata ingår i släktet Dimerandra och familjen orkidéer. Inga underarter finns listade i Catalogue of Life.

## Bildgalleri

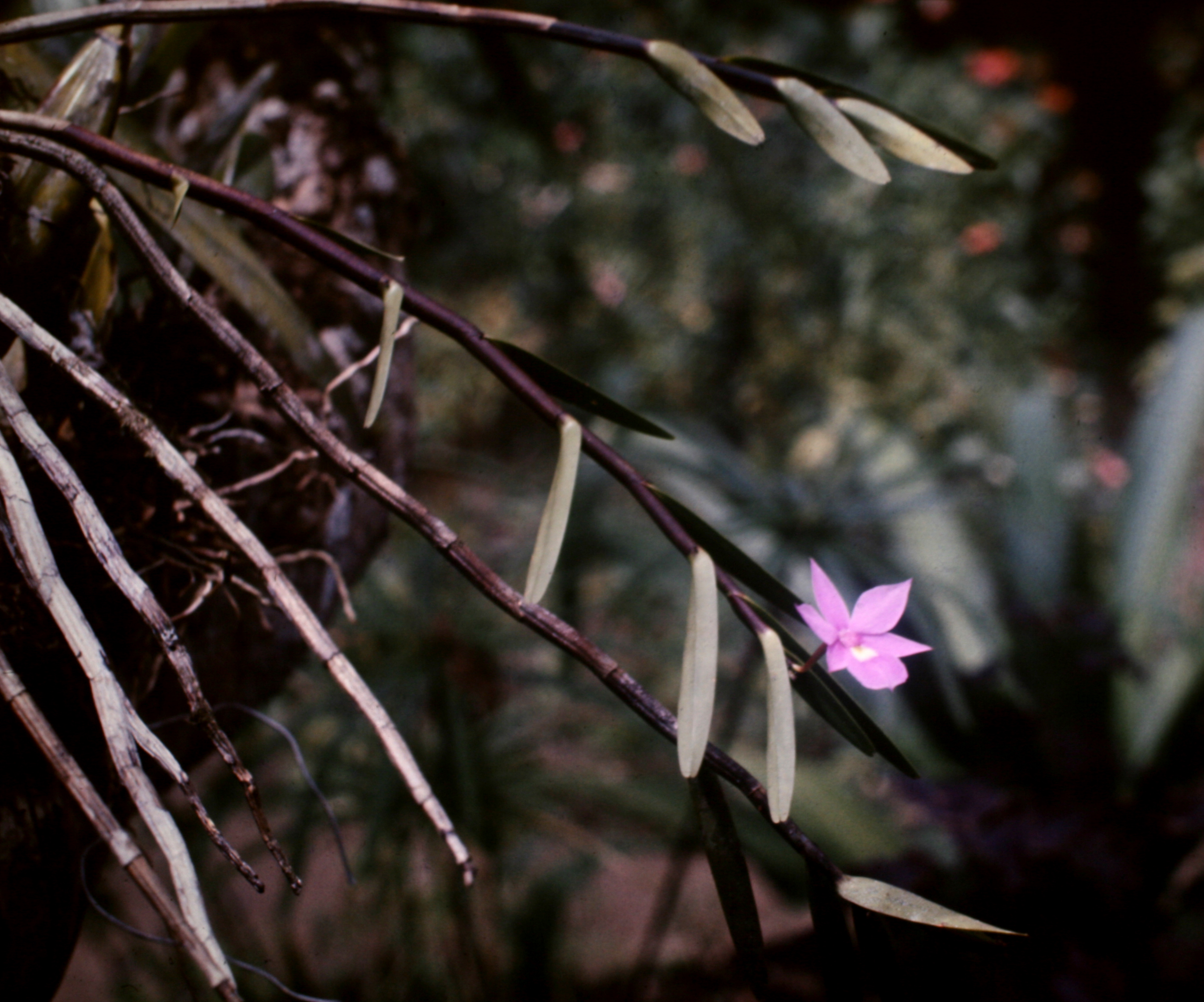
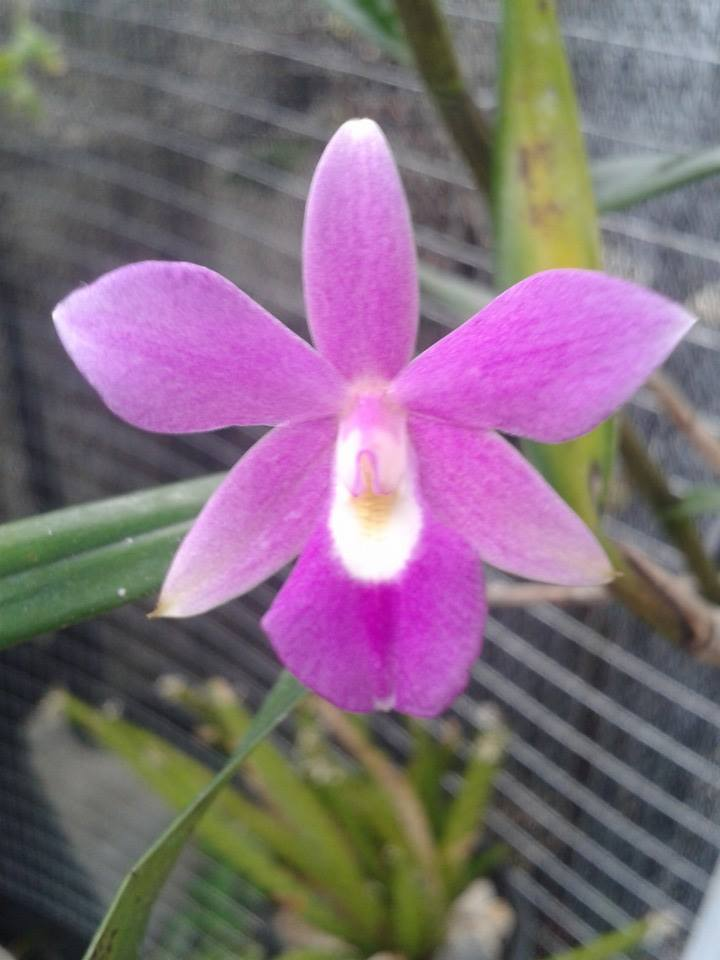
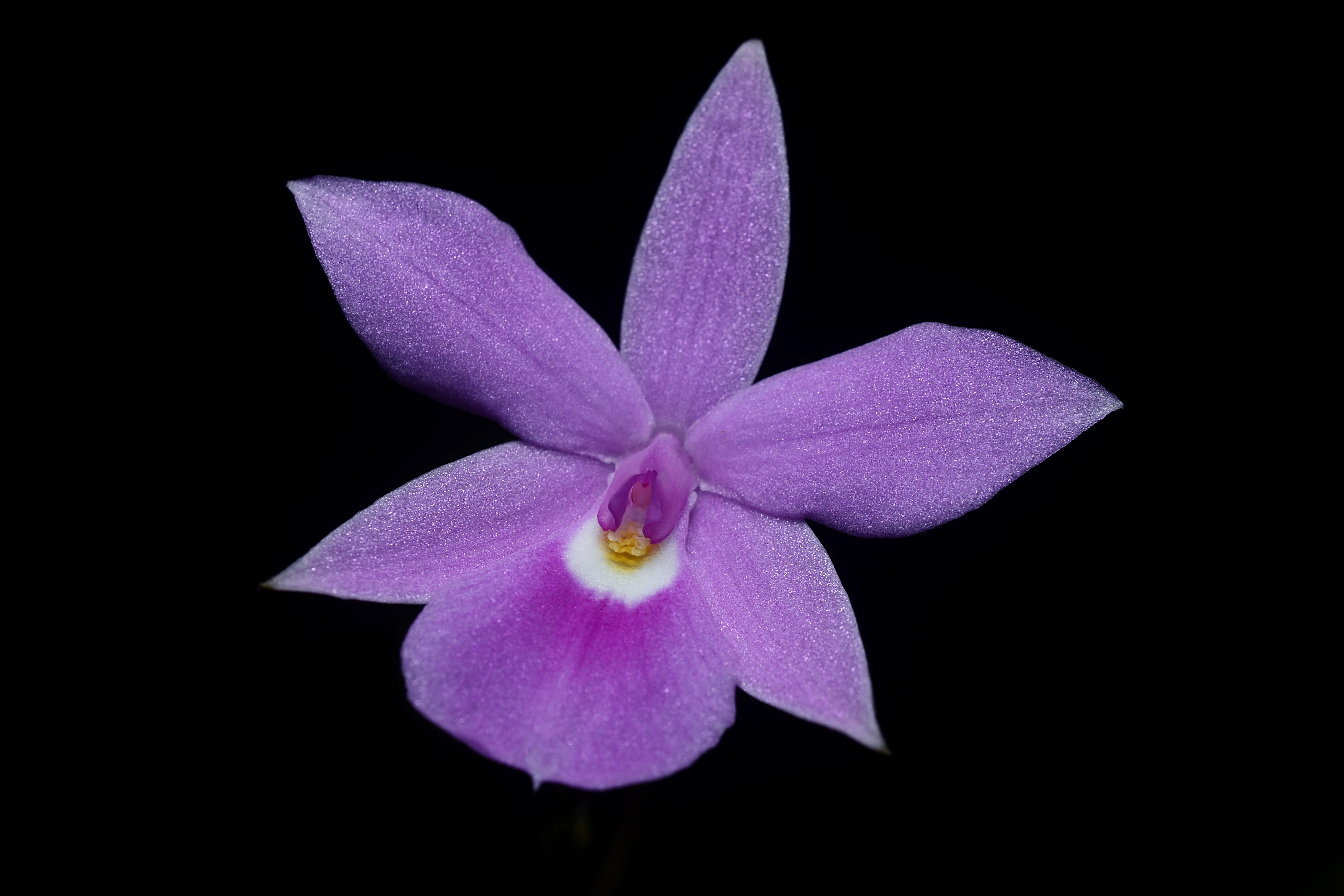
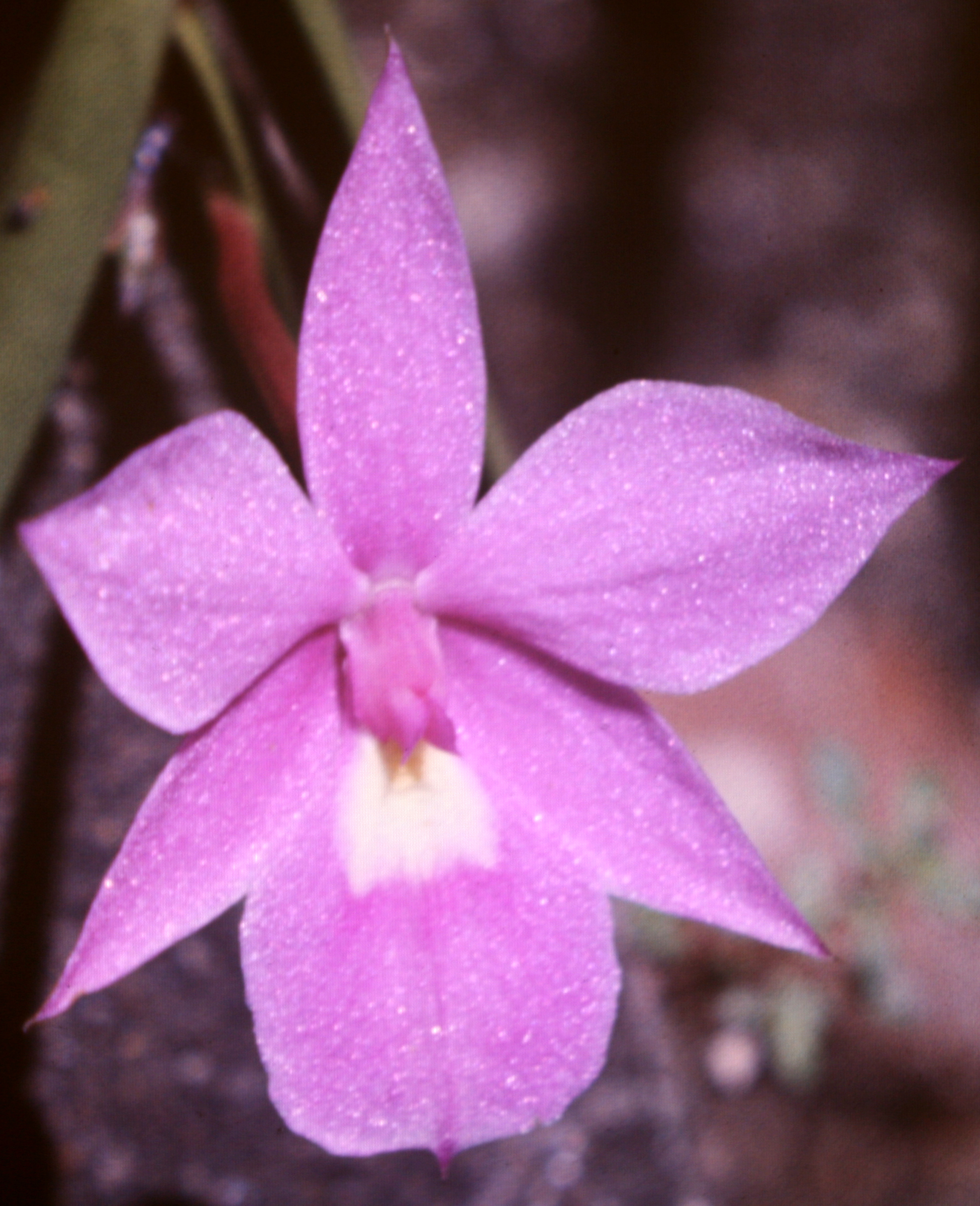
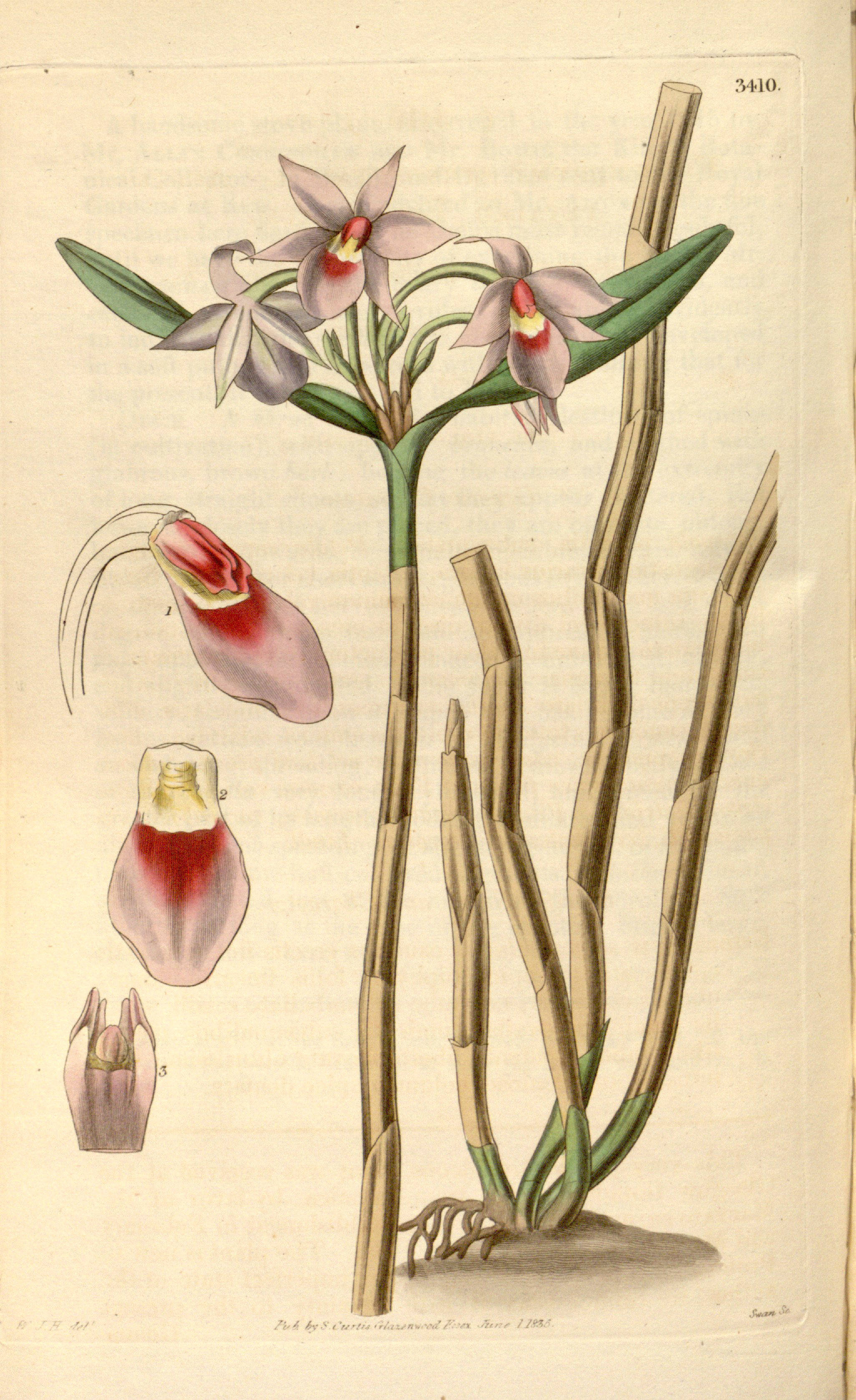